# Bahnstrecke Gaschwitz–Meuselwitz
| |                         |                                                            |                                 |
| Streckennummer (DB): | 6821; sä. GM            |                                                            |                                 |
| Kursbuchstrecke (DB): | 511 (1976)              |                                                            |                                 |
| Kursbuchstrecke: | 147a (1934) 176h (1946) |                                                            |                                 |
| Streckenlänge: | 27,768 km               |                                                            |                                 |
| Spurweite: | 1435 mm (Normalspur)    |                                                            |                                 |
| Maximale Neigung: | 11,3 ‰                  |                                                            |                                 |
| Minimaler Radius: | 300 m                   |                                                            |                                 |
| |                         |                                                            |                                 |
| \| \| \| von Leipzig \| \| \| \| \| von Leipzig-Plagwitz \| \| \| \| 0,06 \| Markkleeberg-Gaschwitz früher Gaschwitz \| 121 m \| \| \| \| nach Hof \| \| \| \| 1,42 \| EÜ Großdeubener Weg \| EÜ Großdeubener Weg \| \| \| 4,68 \| (Anfang Strecke 6821) \| (Anfang Strecke 6821) \| \| \| 5,27 \| Zwenkau (b Leipzig) \| 135 m \| \| \| 9,36 \| Rüssen-Kleinstorkwitz \| 135 m \| \| \| \| von Pegau \| \| \| \| 13,42 \| Groitzsch \| 135 m \| \| \| \| nach Neukieritzsch \| \| \| \| 17,38 \| Käferhain \| 160 m \| \| \| \| Landesgrenze Sachsen–Thüringen \| \| \| \| 20,65 \| Lucka (Kr Altenburg) (ehem. Bf) \| 155 m \| \| \| 22,79 \| Lucka (Kr Altenburg) Süd früher Wintersdorf (Kr Altenburg) \| 172 m \| \| \| 23,45 \| Meuselwitz Gießerei \| 170 m \| \| \| 24,35 \| Meuselwitz-Heurekagrube \| 180 m \| \| \| \| Regis-Breitingen–Meuselwitz \| \| \| \| 27,80 \| von Altenburg und von Ronneburg \| von Altenburg und von Ronneburg \| \| \| 27,83 \| Meuselwitz \| 184 m \| \| \| \| nach Zeitz \| \| |                         |                                                            |                                 |
| Strecke |                         | von Leipzig                                                | von Leipzig                     |
| Abzweig geradeaus und von rechts |                         | von Leipzig-Plagwitz                                       | von Leipzig-Plagwitz            |
| Bahnhof | 0,06                    | Markkleeberg-Gaschwitz früher Gaschwitz                    | 121 m                           |
| Abzweig ehemals geradeaus und nach links |                         | nach Hof                                                   | nach Hof                        |
| Brücke (Strecke außer Betrieb) | 1,42                    | EÜ Großdeubener Weg                                        | EÜ Großdeubener Weg             |
| Kilometer-Wechsel (Strecke außer Betrieb) | 4,68                    | (Anfang Strecke 6821)                                      | (Anfang Strecke 6821)           |
| Bahnhof (Strecke außer Betrieb) | 5,27                    | Zwenkau (b Leipzig)                                        | 135 m                           |
| Bahnhof (Strecke außer Betrieb) | 9,36                    | Rüssen-Kleinstorkwitz                                      | 135 m                           |
| Abzweig geradeaus und von rechts (Strecke außer Betrieb) |                         | von Pegau                                                  | von Pegau                       |
| Bahnhof (Strecke außer Betrieb) | 13,42                   | Groitzsch                                                  | 135 m                           |
| Abzweig geradeaus und nach links (Strecke außer Betrieb) |                         | nach Neukieritzsch                                         | nach Neukieritzsch              |
| Haltepunkt / Haltestelle (Strecke außer Betrieb) | 17,38                   | Käferhain                                                  | 160 m                           |
| Grenze (Strecke außer Betrieb) |                         | Landesgrenze Sachsen–Thüringen                             | Landesgrenze Sachsen–Thüringen  |
| Bahnhof (Strecke außer Betrieb) | 20,65                   | Lucka (Kr Altenburg) (ehem. Bf)                            | 155 m                           |
| Haltepunkt / Haltestelle (Strecke außer Betrieb) | 22,79                   | Lucka (Kr Altenburg) Süd früher Wintersdorf (Kr Altenburg) | 172 m                           |
| Haltepunkt / Haltestelle (Strecke außer Betrieb) | 23,45                   | Meuselwitz Gießerei                                        | 170 m                           |
| Haltepunkt / Haltestelle (Strecke außer Betrieb) | 24,35                   | Meuselwitz-Heurekagrube                                    | 180 m                           |
| Kreuzung geradeaus oben (Strecke geradeaus außer Betrieb) |                         | Regis-Breitingen–Meuselwitz                                | Regis-Breitingen–Meuselwitz     |
| Abzweig ehemals geradeaus und von links | 27,80                   | von Altenburg und von Ronneburg                            | von Altenburg und von Ronneburg |
| Bahnhof | 27,83                   | Meuselwitz                                                 | 184 m                           |
| Strecke |                         | nach Zeitz                                                 | nach Zeitz                      |

Die Bahnstrecke Gaschwitz–Meuselwitz war eine Nebenbahn in Sachsen und Thüringen. Sie verlief von Gaschwitz über Groitzsch nach Meuselwitz.

## Geschichte
Schon bei der Projektierung der preußischen Strecke Leipzig–Gera war eine Führung weiter östlich über Zwenkau diskutiert worden. Die Geländeverhältnisse sprachen allerdings klar dagegen. So wurde die Strecke bis 1873 auf dem linken Ufer der Weißen Elster realisiert.
Schon 1869 forderten die Eigentümer der bei Zwenkau gelegenen Braunkohlenwerke allerdings eine direktere Eisenbahnverbindung nach Leipzig. Da der sächsische Staat und auch private Investoren wenig Interesse am Streckenbau zeigten, gründeten die Städte Zwenkau, Groitzsch, Lucka und Meuselwitz 1872 die Leipzig-Meuselwitzer Eisenbahngesellschaft. Am 19. April 1872 erhielt sie die Konzession erteilt.
Am 7. September 1874 wurde die Strecke eröffnet. Den Betrieb führten die Staatseisenbahnen auf Rechnung der Gesellschaft aus. Bereits am 1. Januar 1876 wurde die Leipzig-Meuselwitzer Eisenbahngesellschaft durch den sächsischen Staat erworben und die Strecke gelangte ins Eigentum der Kgl. Sächsischen Staatseisenbahnen.
Wegen des sich nach Norden ausbreitenden Braunkohletagebaus Zwenkau wurde die Strecke am 14. Januar 1957 zwischen Gaschwitz und Zwenkau stillgelegt und wenig später abgetragen. Als Ersatz errichtete man in Pegau eine Verbindungskurve von der reaktivierten Strecke Neukieritzsch–Pegau zur Strecke Gera–Leipzig, um weiterhin direkte Zugfahrten von Meuselwitz in Richtung Leipzig zu ermöglichen. Reisezugverkehr fand dann noch zwischen Zwenkau und Meuselwitz statt. Ab 22. Mai 1966 verkehrten Personenzüge nur noch zwischen Groitzsch und Meuselwitz, die allerdings meist von und nach Pegau durchgebunden wurden. Der Reiseverkehr zwischen Groitzsch und Zwenkau wurde nunmehr mit Bussen abgewickelt. Die Gleise zwischen Zwenkau und Groitzsch wurden ab 1969 im Güterverkehr als Anschlussgleis des Tagebaus Zwenkau sehr rege genutzt. Neben verschiedenen Geräten für den Tagebau Zwenkau fuhren darüber täglich mehrere Ganzzüge Rohbraunkohle zu den Heizkraftwerken in Chemnitz, Gera, Kulkwitz und Leipzig-Plagwitz. Da vom Tagebau Zwenkau aus eine normalspurig Gleisverbindung zum Chemiewerk in Böhlen bestand, wurden auch verschiedene chemische Produkte über die Strecke abgefahren.
1976 musste auch der südliche Streckenabschnitt wegen des Tagebaues Groitzscher Dreieck unterbrochen werden. Am 27. September 1976 wurde der Reisezugverkehr zwischen Groitzsch und Meuselwitz eingestellt. Fortan bestanden nur noch die Streckenabschnitte Zwenkau–Groitzsch und Lucka–Meuselwitz, die weiter im Güterverkehr betrieben wurden. Das stillgelegte Streckengleis des Abschnitts Groitzsch–Käferhain diente bis zur endgültigen Stilllegung im Jahr 1992 als Anschlussbahn des Baggermontageplatzes Groitzscher Dreieck.
Erst nach der politischen Wende im Osten Deutschlands 1990 verloren die Reststrecken ihre Bedeutung für den Güterverkehr. Der Güterverkehr zwischen Lucka und Meuselwitz wurde am 23. Mai 1993 eingestellt. Am 12. August 1998 wurde die Stilllegung der Strecke Zwenkau–Groitzsch durch das Eisenbahnbundesamt genehmigt, nachdem sie seit Anfang des Jahres auch nicht mehr im Güterverkehr bedient wurde; juristisch vollzogen wurde sie zum 30. September 1998. In Meuselwitz übernahm 2001 der Kohlebahn Haselbach e. V. einen Teil der Trasse. Heute liegt dort ein Gleis in 900-mm-Spur.
Im Februar 2014 startete eine Bürgerinitiative eine Online-Petition zur Reaktivierung der Bahnstrecke.

## Heutige Nutzung
Auf den Abschnitten von südlicher Stadtgrenze Zwenkaus bis Schnaudertrebnitz, einem Gemeindeteil Groitzschs, sowie vom Südende der Waldallee in Lucka bis Höhe Schnauderhainichen, einem Gemeindeteil von Meuselwitz, bestehen asphaltierte Flächen, die dem ausschließlichen Verkehr durch Fußgänger und Radfahrer gewidmet sind. Einige Kilometersteine fanden einen neuen Standort im Flurstein-Lapidarium auf der Wiprechtsburg Groitzsch.

## Streckenbeschreibung

### Verlauf
Die Bahnstrecke Gaschwitz–Meuselwitz lässt sich aufgrund der unterschiedlichen Stilllegung und der darauffolgenden Nachnutzung in vier Streckenabschnitte einteilen:
Abschnitt Gaschwitz–Zwenkau
Beginnend am Bahnhof Gaschwitz zweigte die Bahnstrecke nach Südwesten von der Bahnstrecke Leipzig–Hof ab. Sie führte geradewegs in südwestliche Richtung nach Zwenkau. Dieser Abschnitt wurde am 14. Januar 1957 stillgelegt und um 1960 durch den Tagebau Zwenkau (1921–1998) überbaggert. Ein Teil des Areals wird heute durch den Ostausläufer des Zwenkauer Sees ausgefüllt.
Abschnitt Zwenkau–Groitzsch
Ausgehend vom Bahnhof Zwenkau (b Leipzig) im Osten der Stadt verlief die Trasse nun zunächst weiter gen Südwesten. Nachdem im Süden der Stadt die Bundesstraße 2 gequert wurde, verliefen die Straße und die Bahnstrecke nun parallel zueinander. Die Bahnstrecke führte östlich der fünf zwischen Zwenkau und Groitzsch liegenden Orte vorbei. Lediglich Rüssen-Kleinstorkwitz besaß eine Unterwegsstation. Ab Audigast verlief die Strecke nun direkt nach Süden, wo sie im Bahnhof Groitzsch auf die Bahnstrecke Neukieritzsch–Pegau traf. Der Abschnitt Zwenkau–Pegau war der am längsten betriebene Streckenabschnitt. Nach der Einstellung des Personenverkehrs am 22. Mai 1966 wurde er bis 1998 vom Güterverkehr genutzt. Auf diesem Teilabschnitt entstand ein Radweg.
Das ehemalige Bahnhofs-Gelände von Zwenkau ist heute ebenso bebaut wie Teile der Strecke am Stadtrand.
Abschnitt Groitzsch–Lucka
Nach dem Passieren des Bahnhofs Groitzsch verlief die Bahnstrecke nach Südosten in Richtung Lucka (Kr Altenburg). Kurz vor Erreichen des Bahnhofs wurde die sächsisch-thüringische Grenze passiert, die zwischen 1952 und 1990 lediglich eine Kreisgrenze im Bezirk Leipzig war. Dieser Streckenabschnitt wurde durch den Tagebau Groitzscher Dreieck am 27. September 1976 stillgelegt und südlich des Haltepunkts Käferhain überbaggert. Der Abschnitt Groitzsch–Käferhain wurde bis 1992 als Anschlussbahn des Baggermontageplatzes Groitzscher Dreieck genutzt. Der Abschnitt Käferhain–Lucka befindet sich heute größtenteils im Groitzscher See, der Abschnitt Groitzsch–Käferhain wird mit dem Neuaufschluss des Abbaufelds „Groitzscher Dreieck“ des Tagebaus Vereinigtes Schleenhain ab 2030 größtenteils überbaggert.
Abschnitt Lucka–Meuselwitz
Der südlichste Abschnitt verläuft zwischen Lucka und Meuselwitz gerade nach Südwesten. Er liegt komplett im Altenburger Land. In Meuselwitz bestanden Umstiegsmöglichkeiten nach Ronneburg und nach Zeitz und Altenburg. Nach der Einstellung des Personenverkehrs zwischen Groitzsch und Meuselwitz am 27. September 1976 wurde der Abschnitt Lucka–Meuselwitz bis zum 23. Mai 1993 im Güterverkehr bedient. Der Abschnitt vom Bahnhof Meuselwitz bis zum Abzweig der Kohlebahn im Norden der Stadt wird heute von der im Museumsbetrieb befahrenen Bahnstrecke Regis-Breitingen–Meuselwitz genutzt. Dazu wurde er auf Spurweite 900 mm umgespurt. Der sich nach Norden anschließende Streckenabschnitt wurde in den Jahren 2013 und 2014 bis Lucka zu einem Radweg umgebaut.

### Betriebsstellen
Markkleeberg-Gaschwitz ⊙

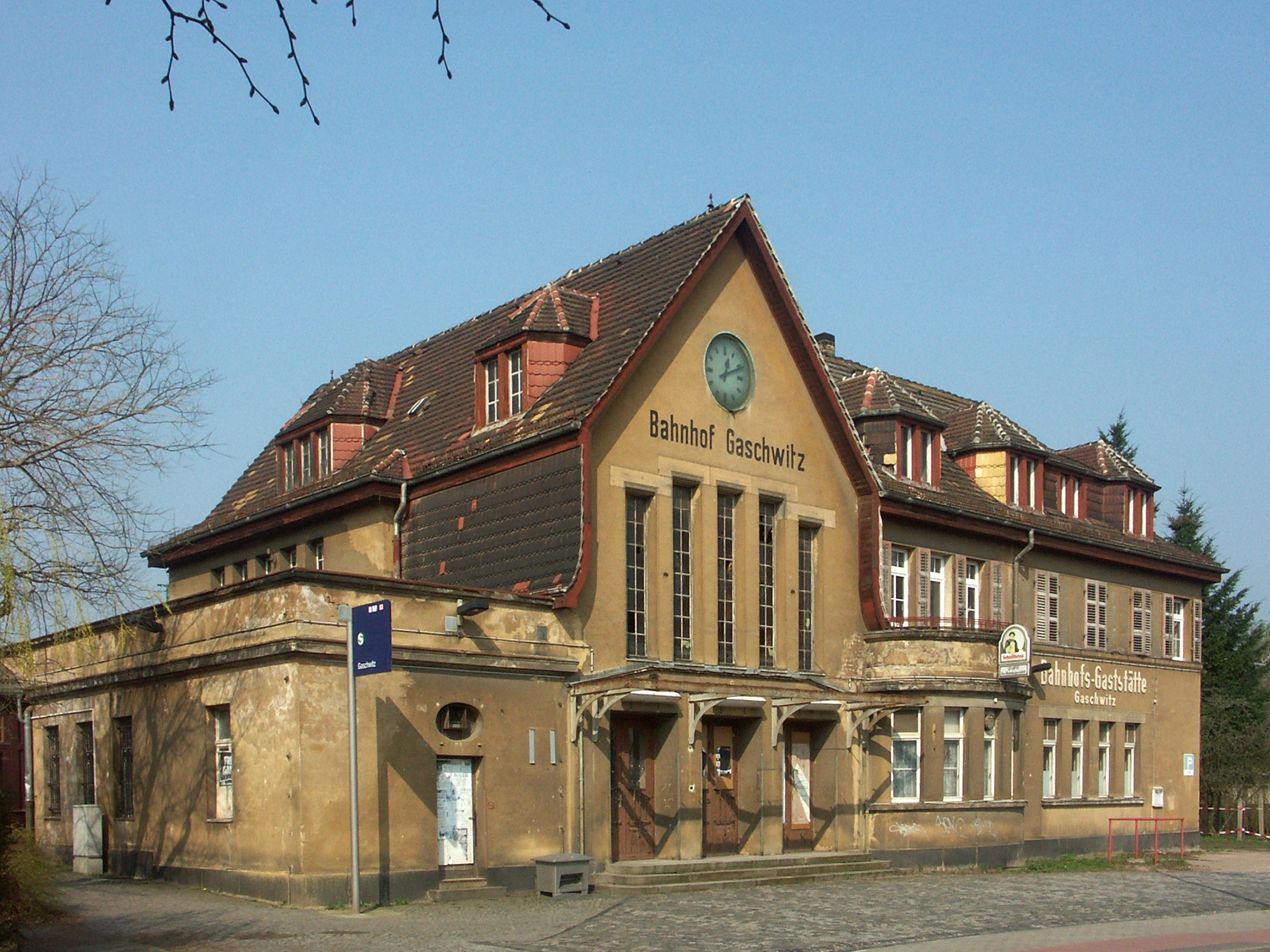
Empfangsgebäude Bahnhof Gaschwitz (2009)

Die Haltestelle Gaschwitz wurde am 19. September 1842 an der Bahnstrecke Leipzig–Hof eröffnet. Im Jahr 1870 wurde die Station zu einem bedeutenden Rangierbahnhof des Güterverkehrs ausgebaut. In der Folgezeit wurde der Bahnhof zu einem wichtigen Umstiegspunkt im Süden von Leipzig. 1874 wurde die Bahnstrecke Gaschwitz–Meuselwitz über Zwenkau eröffnet und 1879 die Bahnstrecke Leipzig-Plagwitz–Gaschwitz. Im Jahre 1969 wurde das Leipziger S-Bahn-Netz eröffnet und Gaschwitz als südlicher Umkehrpunkt der herzförmigen Ringverkehrslinie A bestimmt.
Die Bahnverbindung nach Zwenkau wurde 1957 wegen des voranschreitenden Tagebaus Zwenkau stillgelegt und abgebaut. Die Strecke nach Leipzig-Plagwitz wird seit 2002 nur noch als gelegentliche Umleitungsstrecke für den Güter- oder auch den Regionalverkehr genutzt. Von den ursprünglich sechs Bahnsteigen des Gaschwitzer Bahnhofs sind noch zwei in Betrieb. Diese werden seit 15. Dezember 2013 im Halbstundentakt in beiden Richtungen von der S-Bahnlinie S 4 der S-Bahn Mitteldeutschland zwischen Halle und Geithain bedient. In diesem Zuge erfolgte die Umbenennung der Station in Markkleeberg-Gaschwitz. Im Bereich des Bahnhofs kreuzt auf einer Brücke die Bundesautobahn 38. Am Südkopf des Bahnhofes Gaschwitz enden die besonderen Vorortgleise (Strecke 6377), von hier bis Böhlen besteht neben den Streckengleisen der Stammstrecke ein zusätzliches Güterzuggleis (Strecke 6378).
Zwenkau (b Leipzig) ⊙

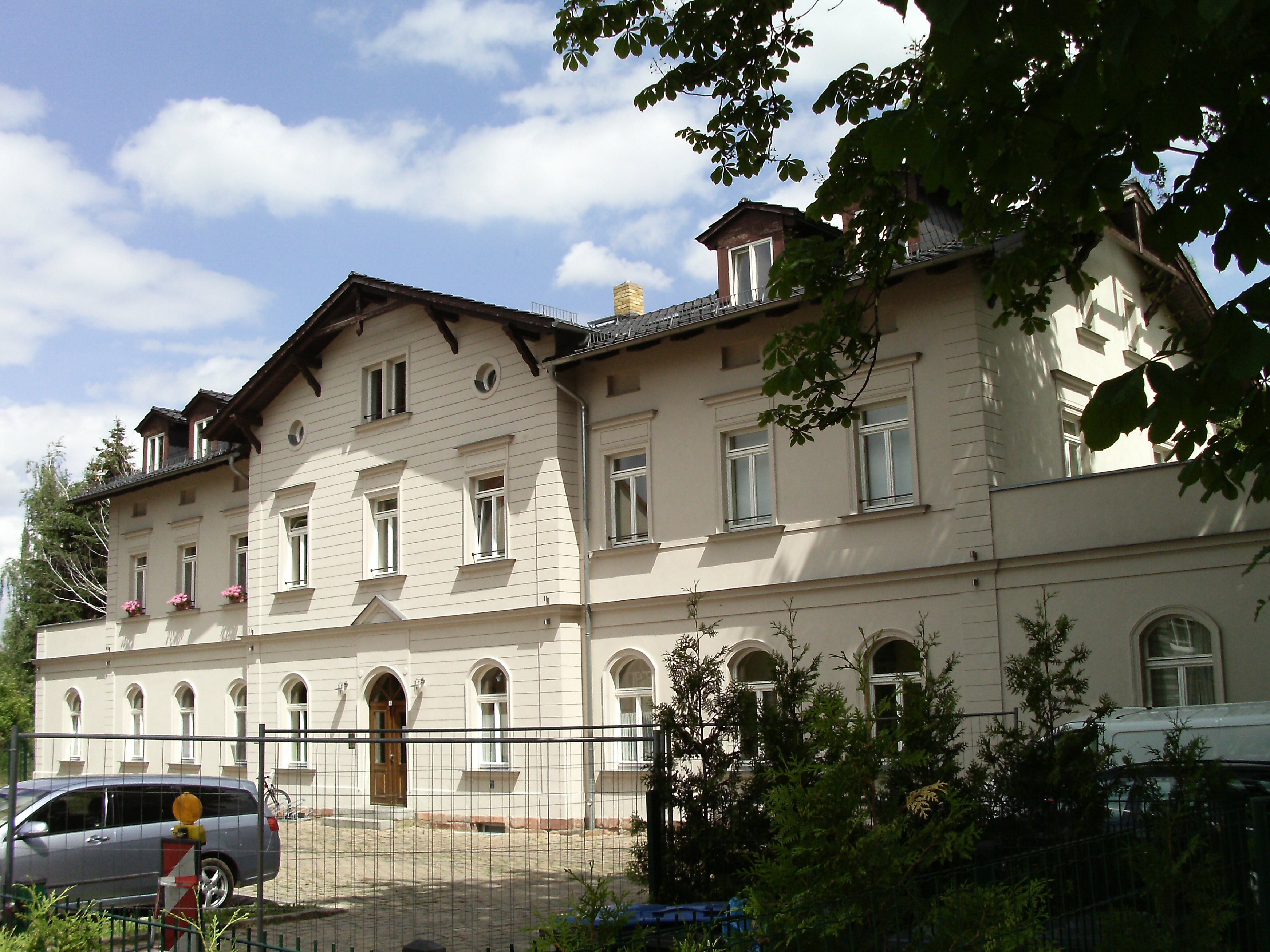
Ehemaliger Bahnhof Zwenkau

Der Bahnhof Zwenkau wurde am 7. September 1874 als Haltestelle eröffnet. Seit 1882 ist die Station ein Bahnhof. 1926 erhielt er den Namen Zwenkau (Bz Leipzig), später Zwenkau (b Leipzig).
Durch den sich nach Norden ausdehnenden Tagebau Böhlen (ab 1970: Tagebau Zwenkau) wurde am 14. Januar 1957 der nördliche Abschnitt Gaschwitz–Zwenkau stillgelegt und kurz darauf abgetragen. Er wurde bis 1966 überbaggert. Als Ersatz verkehrte ab Dezember 1956 ein Oberleitungsbus nach Leipzig, der nach 16 Jahren Betriebszeit im Oktober 1972 eingestellt wurde.
Seit 1957 endeten somit Zugfahrten aus Richtung Meuselwitz in Zwenkau. Mit der Einstellung des Personenzugverkehrs auf dem Abschnitt Zwenkau–Groitzsch wurde die inzwischen zum Güterbahnhof umgewidmete Station seit dem 22. Mai 1966 nur noch für den Güterverkehr genutzt. Der Reiseverkehr zwischen Groitzsch und Zwenkau wurde nunmehr mit Bussen abgewickelt.
Mit der Stilllegung des Abschnitts Zwenkau–Groitzsch am 30. September 1998 wurde der Bahnhof Zwenkau endgültig außer Betrieb genommen. Das Empfangsgebäude wurde von 2006 bis 2009 als Wohnhaus saniert. Große Teile des ehemaligen Bahnhofsgeländes sind heute mit Einfamilienhäusern bebaut.
Die Trasse zwischen Zwenkau und Groitzsch ist seit 2007 als Radweg nutzbar.
Rüssen-Kleinstorkwitz ⊙

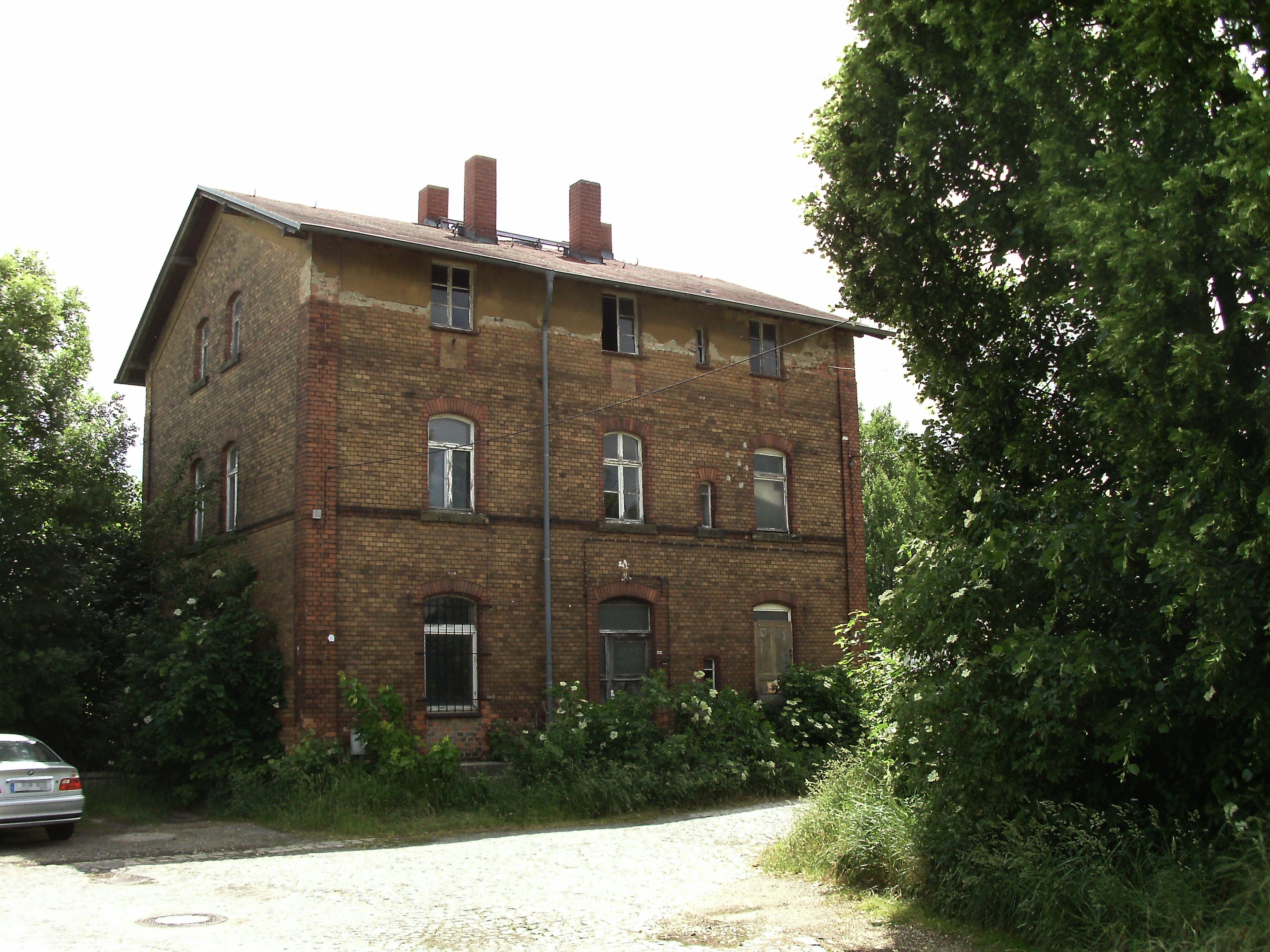
Ehem. Bahnhof Rüssen-Kleinstorkwitz

Die Haltestelle Rüssen ging mit Eröffnung der Bahnstrecke am 7. September 1874 in Betrieb. 1905 erfolgte die Widmung zum Bahnhof. Er unterstand aber dem Bahnhof Groitzsch. Nach dem Zusammenschluss der Gemeinden Rüssen und Kleinstorkwitz zu Rüssen-Kleinstorkwitz am 1. Januar 1957 erhielt auch der Bahnhof am 1. Mai 1957 den Namen Rüssen-Kleinstorkwitz.
Mit der Einstellung des Personenzugverkehrs auf dem Abschnitt Zwenkau–Groitzsch wurde die Station seit dem 22. Mai 1966 nur noch für den Güterverkehr genutzt. Seit dem 27. September 1976 wurde Rüssen-Kleinstorkwitz als Güterbahnhof geführt. Mit der Stilllegung des Abschnitts Zwenkau–Groitzsch am 30. September 1998 wurde der Bahnhof Rüssen-Kleinstorkwitz endgültig außer Betrieb genommen. Am Standort am Ostrand des Orts sind das Empfangs- und das Wirtschaftsgebäude noch vorhanden. Auf der stillgelegten Trasse befindet sich seit 1997 ein Radweg, der den Ort mit Groitzsch und Zwenkau verbindet.
Groitzsch ⊙
Der Bahnhof Groitzsch wurde als Haltestelle am 7. September 1874 mit der Bahnstrecke Gaschwitz–Meuselwitz eröffnet. 1882 erfolgte die Hochstufung zum Bahnhof. Mit der Eröffnung der Bahnstrecke Neukieritzsch–Pegau am 1. Oktober 1909 wurde der Groitzscher Bahnhof zu einem Knotenpunkt. 1919 erfuhr er eine Erweiterung. Die 1945 durch den Zweiten Weltkrieg erfolgten Beschädigungen konnten bis 1947 repariert werden.
Seit 1957 machte sich der fortschreitende Braunkohleabbau auch im Schienenverkehr bemerkbar. Durch den Tagebau Zwenkau wurde der kurz vorher stillgelegte Abschnitt Gaschwitz–Zwenkau der Bahnstrecke Gaschwitz–Meuselwitz abgetragen. Seit dem 22. Mai 1966 verkehrten Personenzüge nur noch zwischen Groitzsch und Meuselwitz, die allerdings meist von und nach Pegau durchgebunden wurden. Der Reiseverkehr zwischen Groitzsch und Zwenkau wurde nunmehr mit Bussen abgewickelt und die Trasse nur noch im Güterverkehr betrieben. Da sich der Abschnitt Groitzsch–Lucka im Abbaugebiet des 1974 aufgeschlossenen Tagebaus Groitzscher Dreieck befand, stellte man im Jahr 1976 auch auf diesem Abschnitt den Personenverkehr ein.
Somit wurde der Bahnhof Groitzsch im Personenverkehr nur noch auf der Bahnstrecke Neukieritzsch–Pegau bedient, bis dieser am 1. Juni 1997 eingestellt wurde. Am 12. August 1998 wurde die Stilllegung der Strecke Zwenkau–Groitzsch durch das Eisenbahnbundesamt genehmigt, nachdem sie seit Anfang des Jahres auch nicht mehr im Güterverkehr bedient worden war; juristisch vollzogen wurde sie zum 30. September 1998. Am Standort des einstigen Bahnhofs im Osten von Groitzsch sind das inzwischen sanierte Empfangsgebäude, Güter- und Wirtschaftsgebäude und das Stellwerk B1 erhalten. Das Stellwerk W2 wurde 2013 abgerissen. In Richtung Zwenkau entstand auf der alten Trasse ein Radweg.

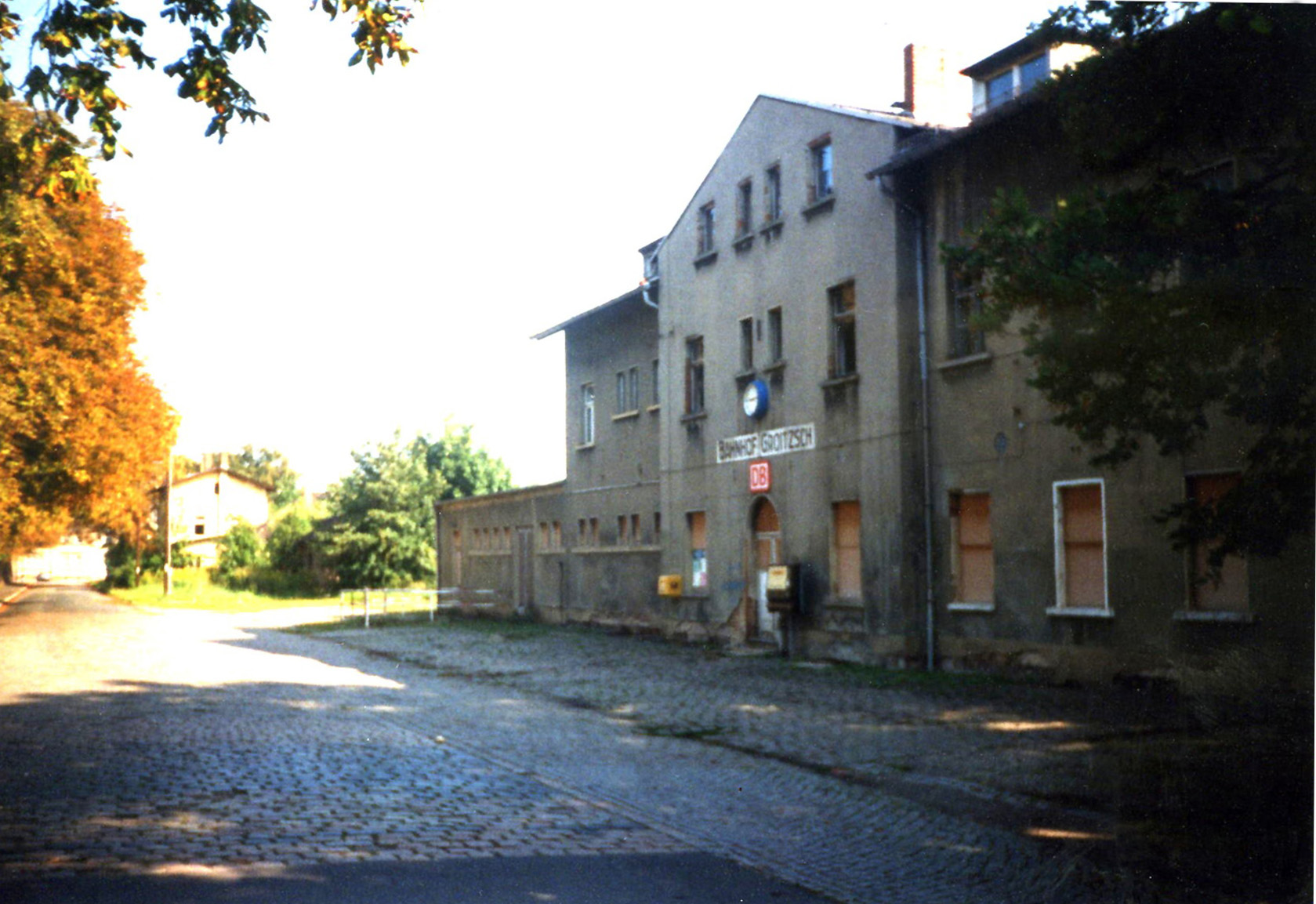
Der Bahnhof Groitzsch kurz nach der Stilllegung (2000)
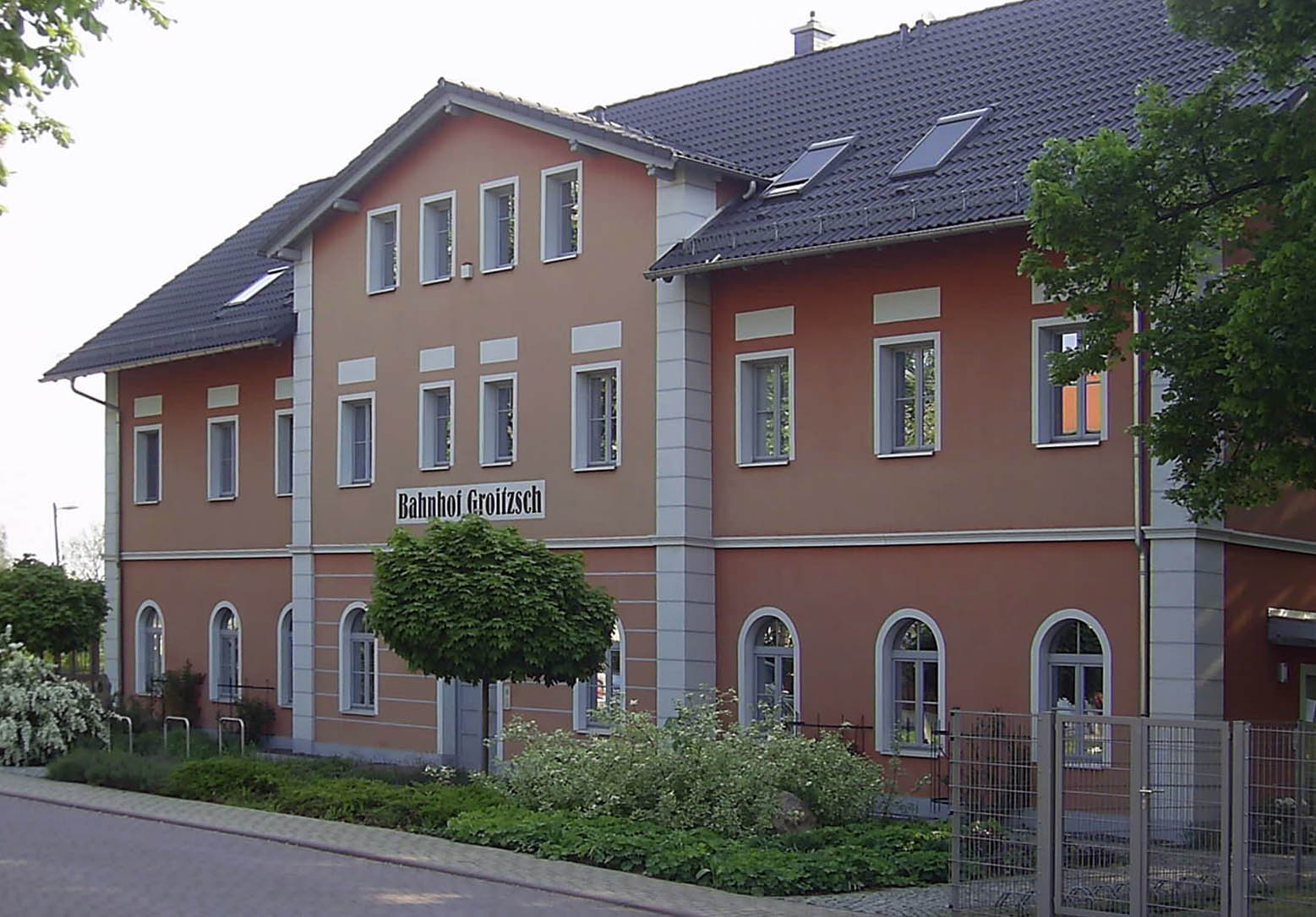
Bahnhof Groitzsch, saniertes Empfangsgebäude (2011)

Käferhain ⊙
Die Bahnstrecke Gaschwitz–Meuselwitz führte seit 1874 östlich an Käferhain vorbei. Der Ort erhielt jedoch erst am 15. Oktober 1879 einen Haltepunkt an der Strecke. Während die Station östlich des Orts seit der Eröffnung ein Empfangsgebäude besaß, erhielt sie erst 1908 einen Abtritt. Der Haltepunkt war in Richtung Meuselwitz die letzte Station auf sächsischem Boden.
1974/75 erfolgte der Aufschluss des Tagebaus Groitzscher Dreieck südöstlich von Käferhain. Daraufhin wurde am 27. September 1976 der Reisezugverkehr auf dem Abschnitt Groitzsch–Meuselwitz der Bahnstrecke Gaschwitz–Meuselwitz eingestellt und der Haltepunkt Käferhain außer Betrieb genommen. Das stillgelegte Streckengleis des Abschnitts Groitzsch–Käferhain diente bis zur endgültigen Stilllegung im Jahr 1992 als Anschlussbahn des Baggermontageplatzes Groitzscher Dreieck.
Lucka (Kr Altenburg) ⊙

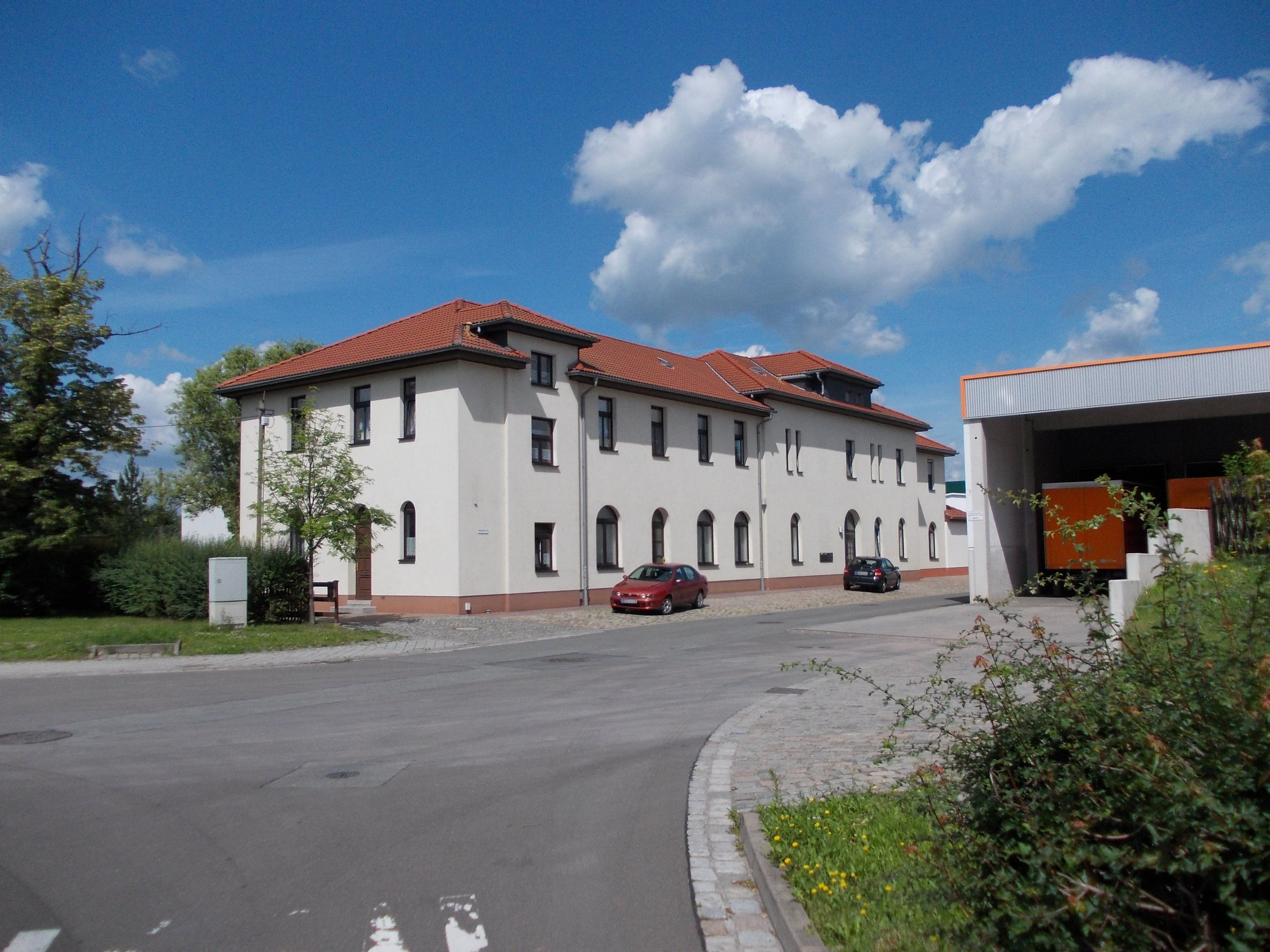
Bahnhof Lucka (Kr Altenburg)

Die Haltestelle Lucka wurde mit der Eröffnung der Bahnstrecke am 7. September 1874 eröffnet. Die Station war in Richtung Meuselwitz der erste Halt in Sachsen-Altenburg bzw. in späterer Zeit in Thüringen. Sie wurde 1905 zum Bahnhof hochgestuft. Die Station trug folgende Namen:
- bis 1894: Lucka
- bis 1911: Lucka i. S.-A.
- bis 1922: Lucka (S-Altenbg)
- seit 1922: Lucka (Kr Altenburg)

Durch den Aufschluss des Tagebaus Groitzscher Dreieck nordwestlich der Stadt erfolgte am 27. September 1976 die Einstellung des Reisezugverkehrs auf dem Abschnitt Groitzsch–Meuselwitz und die Stilllegung des Abschnitts Groitzsch–Lucka. Der nunmehrige Güterbahnhof Lucka wurde weiterhin von Güterzügen aus Richtung Meuselwitz angefahren. Mit der Einstellung des Güterverkehrs auf dem Abschnitt Lucka–Meuselwitz ging der Güterbahnhof Lucka (Kr Altenburg) am 23. Mai 1993 endgültig außer Betrieb. Am Standort im Westen von Lucka sind das Empfangsgebäude und ein Güterschuppen erhalten. In der Nähe befindet sich das „Wellpappenwerk Lucka“.
Lucka (Kr Altenburg) Süd ⊙
Zwischen Breitenhain im Nordwesten und Wintersdorf im Südosten wurde am 1. Oktober 1891 am Westrand des Luckaer Forsts der Haltepunkt Wintersdorf eröffnet. 1932 erhielt er den Zusatz Wintersdorf (Kr Altenburg). Zwischen 1948 und 1968 zerstörte der Tagebau Phönix-Ost den Bereich zwischen dem Ort und dem Haltepunkt Wintersdorf. Da nun die Verbindung zur namensgebenden Ortschaft gekappt war, erhielt die Station im Jahr 1958 den Namen Lucka (Kr Altenburg) Süd. Mit der Einstellung des Reisezugverkehrs auf dem Abschnitt Groitzsch–Meuselwitz wurde auch der Haltepunkt am 27. September 1976 außer Betrieb genommen.
Seit 2014 entstand auf dem Abschnitt Lucka–Bünauroda, an dem auch der einstige Haltepunkt liegt, ein asphaltierter Radweg. Wintersdorf besitzt noch einen Haltepunkt an der als Museumsbahn betriebenen Bahnstrecke Regis-Breitingen–Meuselwitz. Dieser befindet sich direkt im Süden der Ortslage Wintersdorf.
Meuselwitz Gießerei ⊙

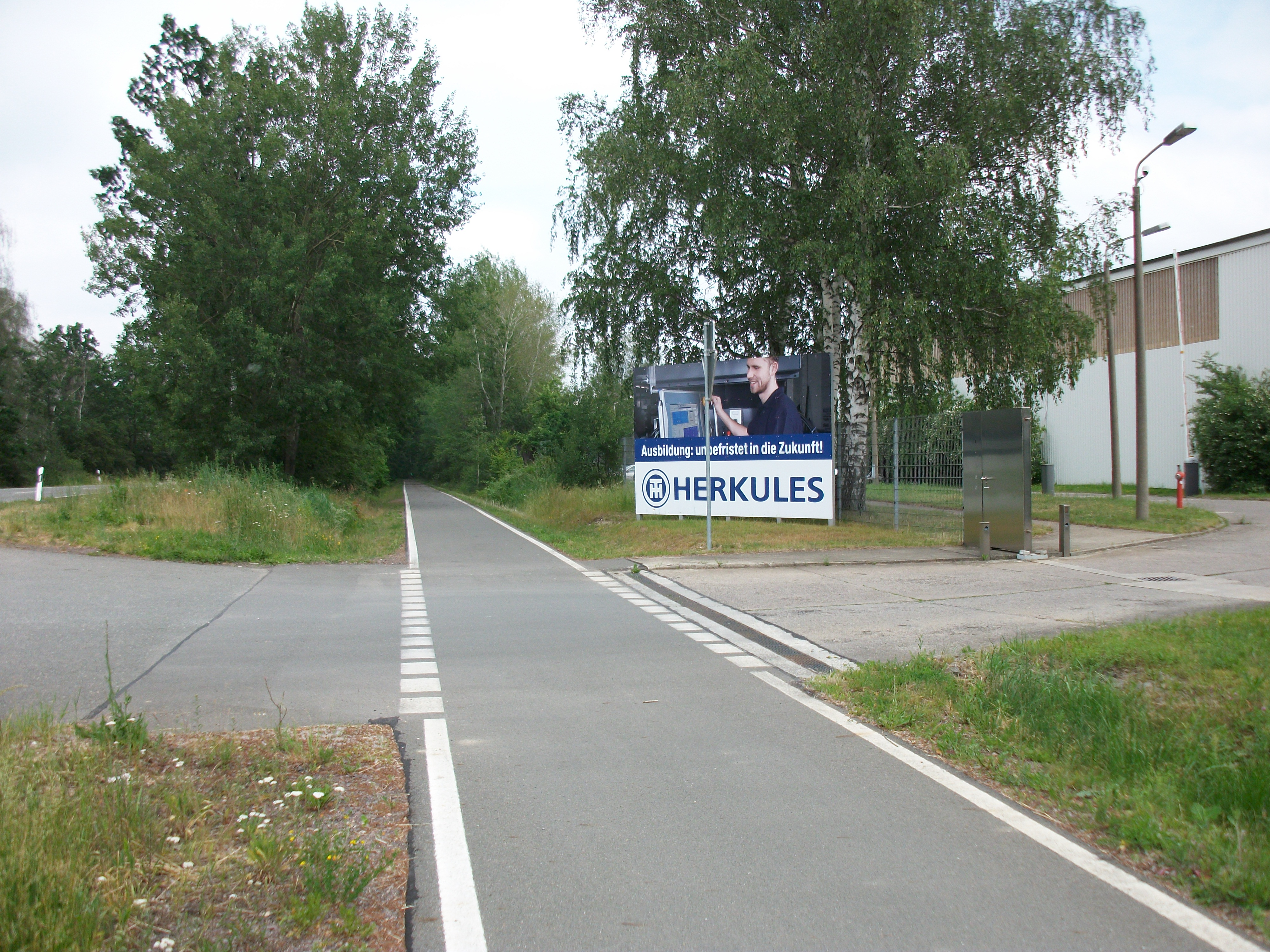
Bahnradweg beim ehemaligen Haltepunkt Meuselwitz Gießerei (2019)

Der Haltepunkt Meuselwitz Gießerei wurde erst am 28. Mai 1972 eröffnet. Er befand sich in der Nähe der Gießerei nördlich von Bünauroda. Während die Gießerei im heutigen „Industriegebiet Nord“ bis heute existiert, wurde der Haltepunkt bereits am 27. September 1976 mit der Einstellung des Reisezugverkehrs auf dem Abschnitt Groitzsch–Meuselwitz wieder geschlossen. Auf der Trasse entstand im Jahr 2014 ein Radweg.
Meuselwitz-Heurekagrube ⊙

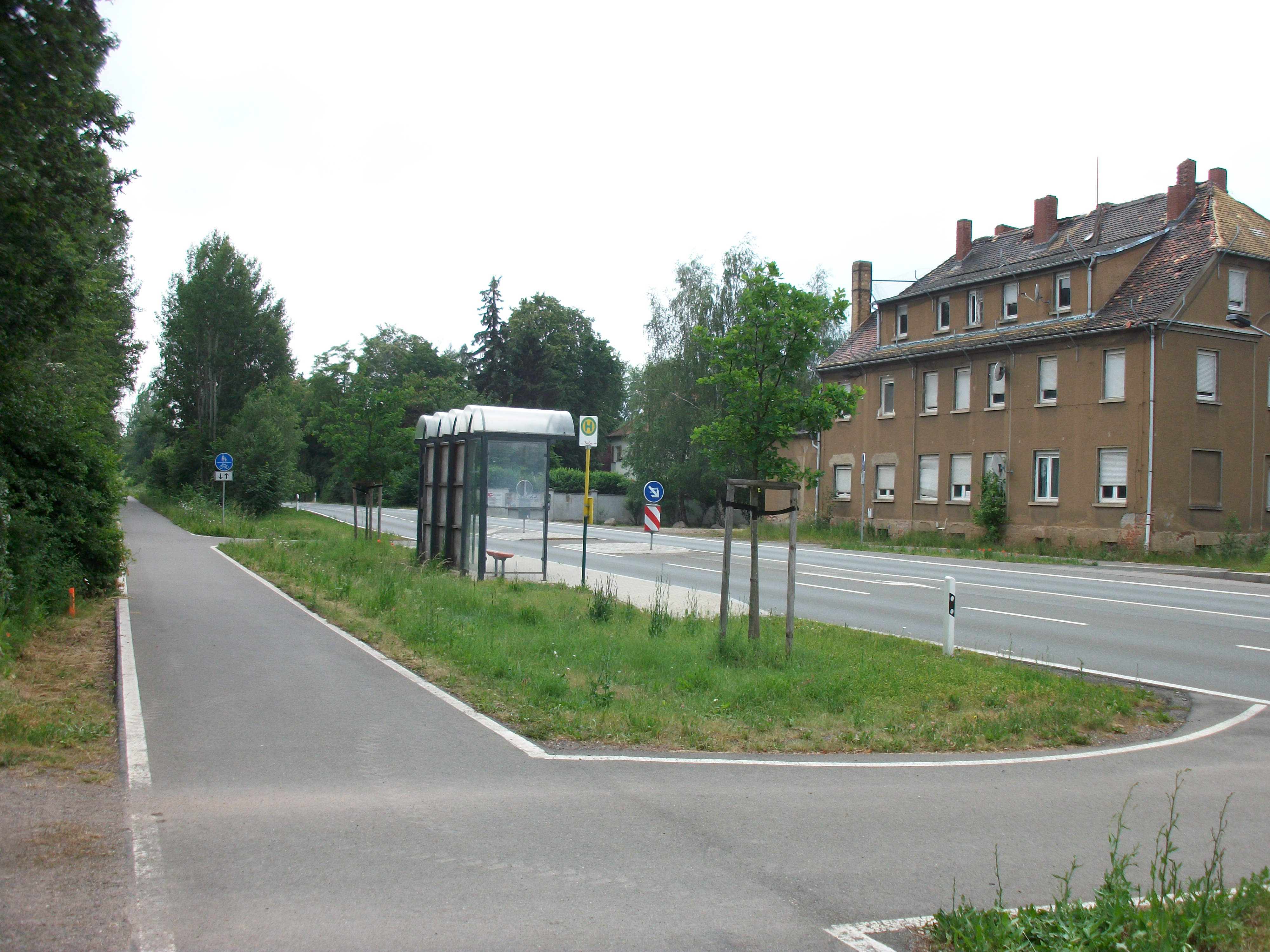
Bahnradweg beim ehemaligen Haltepunkt Meuselwitz Heurekagrube (2019)

Der Haltepunkt Heurekagrube b Meuselwitz wurde am 1. Oktober 1921 am Ostrand von Bünauroda eröffnet. Die namensgebende Heurekagrube lag etwa 500 Meter südlicher. Sie besaß einen eigenen Gleisanschluss. 1930 wurde der Haltepunkt in Meuselwitz-Heurekagrube umbenannt.
Mit der Einstellung des Reisezugverkehrs auf dem Abschnitt Groitzsch–Meuselwitz wurde der Haltepunkt Meuselwitz-Heurekagrube am 27. September 1976 außer Betrieb genommen. Die Bahntrasse im Bereich des einstigen Haltepunkts wurde in den Jahren 2013/14 zum Radweg umgestaltet.
Meuselwitz ⊙

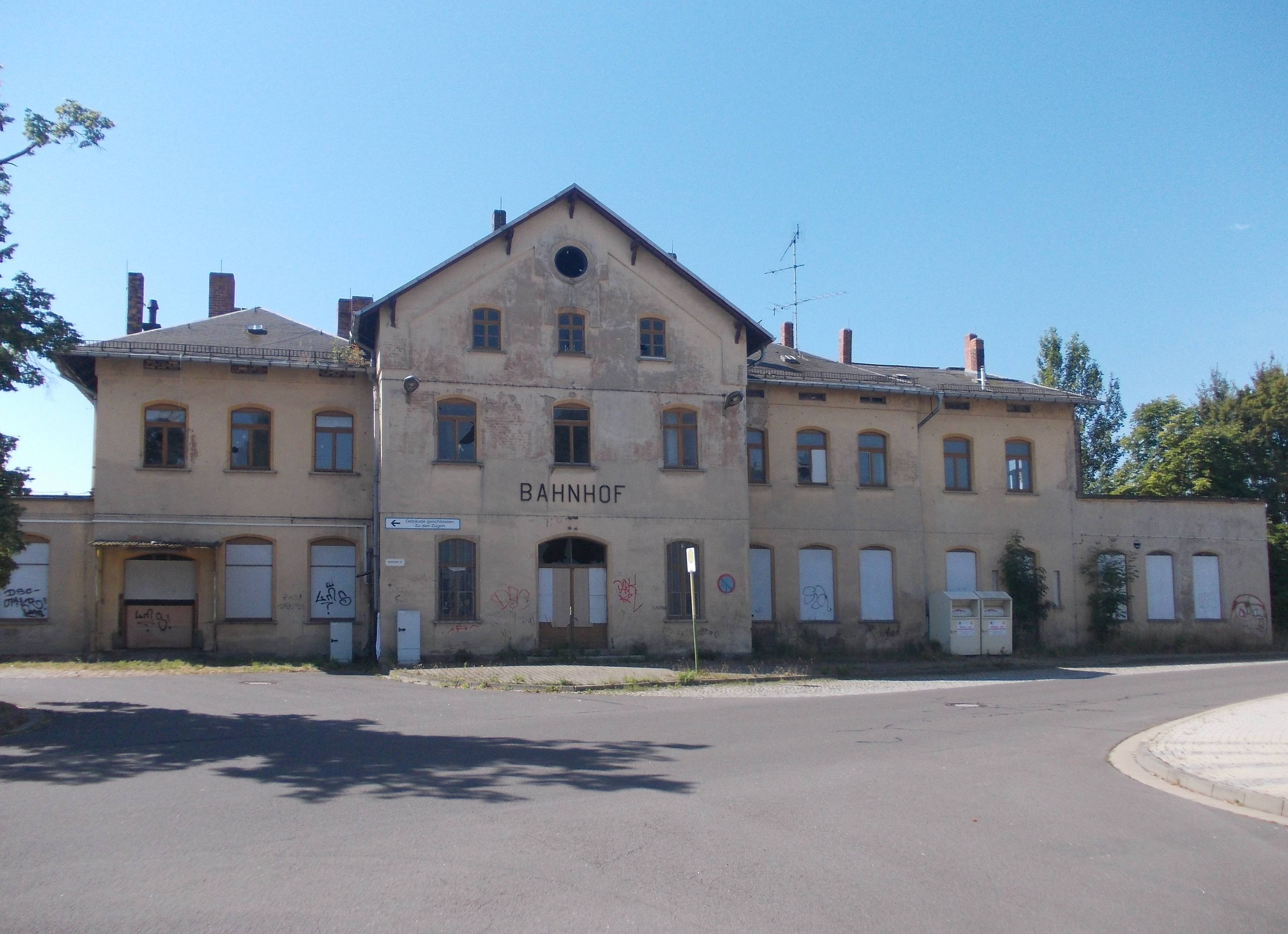
Bahnhof Meuselwitz

Der Bahnhof Meuselwitz wurde am 19. Juni 1872 gemeinsam mit der Bahnstrecke Altenburg-Zeitz eröffnet, am 7. September 1874 wurde die Bahnstrecke nach Leipzig (Meuselwitz-Gaschwitz) und am 17. Oktober 1887 die Bahnstrecke Meuselwitz–Ronneburg eröffnet. Seit Juni 1942 führte die Bahnstrecke Regis-Breitingen–Meuselwitz durch das nördliche Meuselwitz-Altenburger Braunkohlerevier. Der Bahnhof Meuselwitz trug folgende Namen:
- bis 1929: Meuselwitz
- bis 1953: Meuselwitz (Thür)
- seit 1953: Meuselwitz

Aufgrund des Braunkohleabbaus wurde der Abschnitt Meuselwitz–Großröda der Bahnstrecke Meuselwitz–Ronneburg im Jahr 1965 stillgelegt. Durch den Aufschluss der Tagebaue Zwenkau und Groitzscher Dreieck wurde die Bahnstrecke nach Leipzig in den 1970er Jahren zwischen Lucka und Groitzsch unterbrochen und abgetragen. Danach wurde die Strecke bis Lucka
bis zum 23. Mai 1993 im Güterverkehr betrieben.
Anfang 2004 wurde der Personenverkehr zwischen Altenburg und Zeitz eingestellt. Auf dem Teilstück Zeitz (Profen)–Meuselwitz verkehrten bis 2013 noch Kohlezüge zur Versorgung des Kraftwerkes in Mumsdorf und vereinzelte Züge zur Schotterrecyclinganlage Kriebitzsch.
Die Bahnstrecke Regis-Breitingen–Meuselwitz ist somit die letzte Bahnstrecke in Meuselwitz, auf der Bahnverkehr stattfindet. Sie wird im Museumsbetrieb befahren. Der Bahnhof Meuselwitz wurde zum Kulturbahnhof ausgebaut. Das stattliche Empfangsgebäude und ein durch die Kohlebahn genutzter Lokschuppen sind bis heute erhalten. Der Bahnshofsteil, in dem die Züge der Bahnstrecke Gaschwitz–Meuselwitz über Groitzsch hielten, wurde im Jahr 2009 durch die Kohlebahn auf eine Spurweite von 900 mm umgespurt.